# ラ・ノスタルジー
『ラ・ノスタルジー』（La Nostalgie）は1986年11月14日から12月23日に宝塚大劇場、1987年3月4日から3月30日に東京宝塚劇場で宝塚歌劇団月組で上演されたレビュー作品。形式名は「グランド・レビュー」、20場。
併演作品は『パリ、それは悲しみのソナタ』。

## 概要
ロマンチック・レビューシリーズ第3弾にあたり、題名はフランス語で「郷愁」の意味で、そのテーマどおり思い出にまつわるエピソードやオペレッタ、ラテンなどの場面がちりばめられている。第2主題歌として歌手で作曲家の小椋佳が「薄紫のとばりの向こう」を提供した。各章のうち、「オペレッタ」、中詰め「シボネー」、「グッバイ・ジェームズ・ディーン」は名場面として後世に語り継がれ、再現された。作・演出は岡田敬二。

## 場面
第一章　ラ・ノスタルジー
- 音楽：吉崎憲治
- 振付：司このみ

セレモニーの男が手元から各章のテーマになるものを取り出す。バンドネオンが出てくると、タンゴの曲が始まる。タンゴのリズムにのって、80人のダンサーが次々と現れる。
- セレモニーの男：未沙のえる
- タンゴの男S：剣幸
- タンゴの女S：こだま愛
- タンゴの男A：桐さと実、郷真由加、涼風真世
- タンゴの女A：春風ひとみ
- タンゴの男（歌手）：明日香都

第二章　薄紫のとばりの向こう
- 作曲・編曲：小椋佳
- 音楽：高橋城
- 振付：司このみ

作詞・作曲は小椋佳の「薄紫のとばりの向こう」を歌う。
- ノスタルジーの歌手：剣幸

第三章　ラグ・タイム　-セピア色のフォトグラフ
- 音楽：高橋城
- 振付：司このみ

ローズ・スクールに通う3人の男女の甘酸っぱい恋のさやあて。ちょっぴり哀しい青春の思い出。
- ナンシー：こだま愛
- テンプシー：桐さと実
- ボブ：郷真由加

第四章　オペレッタ
- 音楽：吉崎憲治
- 振付：岡正躬

優雅なオペレッタの曲「舞踏会の手帖」が流れる中、紳士・淑女が軽やかに踊る。
- オペレッタの青年S：涼風真世
- オペレッタの淑女S：春風ひとみ

第五章　シボネー・コンツェルト
- 音楽：高橋城
- 振付：喜多弘

シボネーの曲が様々にアレンジされ、バリエーション豊かに男女が踊る。
- シボネーの男S：剣幸
- シボネーの女S：こだま愛、春風ひとみ、涼風真世
- シボネーの男A：桐さと実、郷真由加

第六章　ザ・ビートルズ
- 音楽：甲斐正人
- 振付：謝珠栄

ビートルズの曲が色々なアレンジで演奏され、上流階級の男女が踊る。
- ジョンブルS：剣幸
- スノップレディS：こだま愛

第七章　グッバイ・ジェームズ・ディーン
- 音楽：甲斐正人
- 振付：謝珠栄

亡きジェームス・ディーンへの鎮魂歌。若き日のピア・アンジェリとジェームス・ディーンの切ない恋を綴る。
- レクイエムの歌手：剣幸
- ジェームス・ディーン：涼風真世
- ピア・アンジェリ：檀ひとみ

第八章　フィナーレ
- 音楽：高橋城
- 振付：家城比呂志

主題歌によるロケットダンス、「夢のタンゴ」による踊り、「アマポーラ」のデュエットダンス。そして、グランド・フィナーレになる。
- ノスタルジーの男A（歌手）：汝鳥伶、桐さと実、郷真由加、涼風真世
- ノスタルジーの男（トリオ）：若央りさ、久世星佳、美輪さいこ
- アマポーラの紳士：剣幸
- アマポーラの淑女：こだま愛
- アマポーラの歌手：明日香都

## 出演者
- 剣幸
- こだま愛
- 涼風真世

- 桐さと実
- 郷真由加
- 春風ひとみ

- 明日香都 （専科所属）

他、宝塚歌劇団月組生徒

## スタッフ
- 作・演出：岡田敬二[3]
- 作曲[1]・編曲[1]：吉崎憲治、高橋城、甲斐正人
- 作曲・編曲：小椋佳[1]
- 音楽指揮：野村陽児（宝塚）[1]、北沢達雄（東京）[2]
- 振付[1]：岡正躬、喜多弘、司このみ、家城比呂志、謝珠栄
- 装置：大橋泰弘[1]
- 衣装：任田幾英[1]
- 照明：今井直次[1]
- 小道具：万波一重[1]
- 効果：中屋民生[1]
- 音響監督：松永浩志[1]
- ヘアデザイン：和田好弘[1]
- 振付助手：芹まちか[1]
- 演出補：村上信夫[1]
- 演出助手：小池修一郎[1]
- 舞台進行：高階弘之[1]
- 製作担当：長谷山太刀夫（東京）[2]
- 制作：山田謙治[1]
- 制作・著作：宝塚歌劇団